# Lempholemma intricatum
Lempholemma intricatum är en lavart som först beskrevs av Johann Franz Xaver Arnold, och fick sitt nu gällande namn av Alexander Zahlbruckner. Lempholemma intricatum ingår i släktet Lempholemma och familjen Lichinaceae.   Inga underarter finns listade i Catalogue of Life.